# Farzad Tarash
Farzad Tarash (ur. 1 października 1986) – australijski zapaśnik walczący w obu stylach. Olimpijczyk z Londynu 2012, gdzie zajął dziewiętnaste miejsce w kategorii 60 kg.
Zajął dziesiąte miejsce na mistrzostwach świata w 2006. Jedenasty na igrzyskach Wspólnoty Narodów w 2010. Sześciokrotny medalista mistrzostw Oceanii w latach 2007 - 2012. Brązowy medalista mistrzostw Wspólnoty Narodów w 2009 i 2011 roku.